# ターコイズステークス
ターコイズステークスは、日本中央競馬会（JRA）が中山競馬場で施行する中央競馬の重賞競走（GIII）である。
競走名の「ターコイズ（Turquoise）」は、12月の誕生石の一種であるトルコ石。色は碧青または淡緑で、その独特な色合いから「ターコイズブルー」とも呼ばれる。トルコでは産出されないが、トルコを通じてヨーロッパに輸入されたため、トルコ石の名がついたといわれている。

## 概要
牝馬の出走機会を拡大する観点から、2015年に新設された。
初年度から地方競馬所属馬・外国馬がともに出走可能となっている。

### 競走条件
以下の内容は、2024年現在のもの。
出走資格：サラ系3歳以上牝馬
- JRA所属馬
- 地方競馬所属馬（2頭まで）
- 外国調教馬（8頭まで、優先出走）

負担重量：ハンデキャップ

### 賞金
2024年の1着賞金は3800万円で、以下2着1500万円、3着950万円、4着570万円、5着380万円。

## 歴史
- 2015年 - 3歳以上の牝馬による重賞（新設重賞）として創設[4]。
- 2016年 - 格付け表記を「重賞」に変更[6]。
- 2017年 - GIII格付を取得[7]。

### 歴代優勝馬
コース種別を表記していない距離は、芝コースを表す。
| 回数   | 施行日         | 競馬場 | 距離  | 優勝馬             | 性齢 | タイム | 優勝騎手   | 管理調教師 | 馬主                     |
| ------ | -------------- | ------ | ----- | ------------------ | ---- | ------ | ---------- | ---------- | ------------------------ |
| 第1回  | 2015年12月19日 | 中山   | 1600m | シングウィズジョイ | 牝3  | 1:35.7 | 戸崎圭太   | 友道康夫   | （有）社台レースホース   |
| 第2回  | 2016年12月17日 | 中山   | 1600m | マジックタイム     | 牝5  | 1:33.6 | C.ルメール | 中川公成   | （有）サンデーレーシング |
| 第3回  | 2017年12月16日 | 中山   | 1600m | ミスパンテール     | 牝3  | 1:34.2 | 横山典弘   | 昆貢       | 寺田千代乃               |
| 第4回  | 2018年12月15日 | 中山   | 1600m | ミスパンテール     | 牝4  | 1:32.7 | 横山典弘   | 昆貢       | 寺田千代乃               |
| 第5回  | 2019年12月14日 | 中山   | 1600m | コントラチェック   | 牝3  | 1:32.2 | C.ルメール | 藤沢和雄   | （有）キャロットファーム |
| 第6回  | 2020年12月19日 | 中山   | 1600m | スマイルカナ       | 牝3  | 1:34.6 | 柴田大知   | 高橋祥泰   | 岡田繁幸                 |
| 第7回  | 2021年12月18日 | 中山   | 1600m | ミスニューヨーク   | 牝4  | 1:32.8 | M.デムーロ | 杉山晴紀   | （有）高昭牧場           |
| 第8回  | 2022年12月17日 | 中山   | 1600m | ミスニューヨーク   | 牝5  | 1:33.5 | M.デムーロ | 杉山晴紀   | （有）高昭牧場           |
| 第9回  | 2023年12月16日 | 中山   | 1600m | フィアスプライド   | 牝5  | 1:32.7 | C.ルメール | 国枝栄     | ゴドルフィン             |
| 第10回 | 2024年12月14日 | 中山   | 1600m | アルジーヌ         | 牝4  | 1:33.2 | 西村淳也   | 中内田充正 | （株）ロードホースクラブ |

## 同名の競走
同名の特別競走が2014年まで行われており、1979-1981年まで1200万下、1982年以降はオープンクラスのハンデキャップ競走だった。（1994年から1996年までは夕刊フジ杯として施行されていた）

### 2014年までの優勝馬
コース種別を記載していない距離は、芝コースを表す。
優勝馬の馬齢は、2000年以前も現行表記に揃えている。
| 施行日         | 競馬場 | 距離  | 条件     | 優勝馬             | 性齢 | タイム | 優勝騎手     | 管理調教師 | 馬主                                 |
| -------------- | ------ | ----- | -------- | ------------------ | ---- | ------ | ------------ | ---------- | ------------------------------------ |
| 1979年12月9日  | 中山   | 1800m | 1200万下 | サクラパルダ       | 牝3  | 1:51.0 | 小島太       | 相川勝敏   | 株式会社さくらコマース               |
| 1980年12月6日  | 中山   | 1800m | 1200万下 | イメルダ           | 牝4  | 1:49.1 | 的場均       | 柄崎義信   | 伊達秀和                             |
| 1981年12月5日  | 中山   | 1800m | 1200万下 | コダマエデン       | 牝3  | 1:50.6 | 増沢末夫     | 鈴木康弘   | 大日本競走馬生産株式会社             |
| 1982年12月11日 | 中山   | 1800m | オープン | ピアレスレデイ     | 牝3  | 1:51.8 | 中島啓之     | 大和田稔   | 阿部善男                             |
| 1983年12月10日 | 中山   | 1800m | オープン | ダイナカール       | 牝3  | 1:48.3 | 岡部幸雄     | 高橋英夫   | （有）社台レースホース               |
| 1984年12月16日 | 中山   | 2000m | オープン | リバティーベル     | 牝6  | 2:02.1 | 柴田政人     | 中村貢     | ホースマン                           |
| 1985年12月15日 | 中山   | 2000m | オープン | アサクサスケール   | 牝3  | 2:02.8 | 増沢末夫     | 佐藤征助   | 田原源一郎                           |
| 1986年12月14日 | 中山   | 2000m | オープン | メーティス         | 牝3  | 2:02.5 | 石塚信広     | 大和田稔   | 小林春成                             |
| 1987年12月20日 | 中山   | 2000m | オープン | メジロフルマー     | 牝3  | 2:02.0 | 田村正光     | 奥平真治   | （有）メジロ牧場                     |
| 1988年12月18日 | 中山   | 2000m | オープン | クリロータリー     | 牝4  | 2:00.7 | 東信二       | 吉野勇     | 栗林英雄                             |
| 1989年12月17日 | 中山   | 2000m | オープン | レディゴシップ     | 牝3  | 2:00.3 | 的場均       | 尾形充弘   | （有）社台レースホース               |
| 1990年12月15日 | 中山   | 2000m | オープン | ユキノサンライズ   | 牝3  | 2:02.6 | 増沢末夫     | 鈴木康弘   | 井上基之                             |
| 1991年12月14日 | 中山   | 2000m | オープン | キョウエイタップ   | 牝4  | 2:02.8 | 横山典弘     | 稗田研二   | 松岡正雄                             |
| 1992年12月19日 | 中山   | 1800m | オープン | スカーレットブーケ | 牝4  | 1:48.2 | 柴田政人     | 伊藤雄二   | 吉田勝己                             |
| 1993年12月18日 | 中山   | 1800m | オープン | ユキノビジン       | 牝3  | 1:49.4 | 岡部幸雄     | 久保田敏夫 | 荒井幸勝                             |
| 1994年12月4日  | 中山   | 1800m | オープン | ブランドノーブル   | 牝4  | 1:47.2 | 中舘英二     | 野平好男   | 西山正行                             |
| 1995年12月3日  | 中山   | 1800m | オープン | スプリングバーベナ | 牝3  | 1:48.0 | 田中勝春     | 上原博之   | 加藤春夫                             |
| 1996年12月1日  | 中山   | 1800m | オープン | クロカミ           | 牝3  | 1:47.8 | 岡部幸雄     | 松山康久   | 溝本儀三男                           |
| 1997年11月30日 | 中山   | 1800m | オープン | ルミネッセンス     | 牝5  | 1:50.1 | 江田照男     | 大和田稔   | 阿部善武                             |
| 1998年12月6日  | 中山   | 1800m | オープン | リワードニンファ   | 牝3  | 1:49.5 | 後藤浩輝     | 後藤由之   | 宮崎忠比古                           |
| 1999年12月5日  | 中山   | 1800m | オープン | サクラアカツキ     | 牝4  | 1:49.1 | M.ロバーツ   | 田中清隆   | （株）さくらコマース                 |
| 2000年12月3日  | 中山   | 1800m | オープン | クリスマスツリー   | 牝5  | 1:49.3 | 田中勝春     | 中野隆良   | （有）サンデーレーシング             |
| 2001年12月2日  | 中山   | 1800m | オープン | タイキトゥインクル | 牝5  | 1:47.1 | 梶晃啓       | 伊藤正徳   | （有）大樹ファーム                   |
| 2002年12月1日  | 中山   | 1800m | オープン | ショコット         | 牝5  | 1:50.0 | 江田照男     | 大江原哲   | 井上一郎                             |
| 2003年12月7日  | 中山   | 1800m | オープン | チューニー         | 牝3  | 1:48.9 | D.バルジュー | 鈴木伸尋   | 臼田浩義                             |
| 2004年12月5日  | 中山   | 1800m | オープン | ウイングレット     | 牝3  | 1:47.4 | 田中勝春     | 宗像義忠   | （有）社台レースホース               |
| 2005年12月4日  | 中山   | 1800m | オープン | マイネソーサリス   | 牝4  | 1:47.4 | 佐藤哲三     | 佐々木晶三 | （株）サラブレッドクラブ・ラフィアン |
| 2006年12月3日  | 中山   | 1600m | オープン | コスモマーベラス   | 牝4  | 1:34.0 | 後藤浩輝     | 中村均     | （有）ビッグレッドファーム           |
| 2007年12月2日  | 中山   | 1600m | オープン | コスモマーベラス   | 牝5  | 1:33.4 | 松岡正海     | 中村均     | （有）ビッグレッドファーム           |
| 2008年12月7日  | 中山   | 1600m | オープン | ザレマ             | 牝4  | 1:34.7 | 柴田善臣     | 音無秀孝   | 吉田照哉                             |
| 2009年12月6日  | 中山   | 1600m | オープン | ウェディングフジコ | 牝5  | 1:33.0 | 菊沢隆徳     | 戸田博文   | 荻原昭二                             |
| 2010年12月5日  | 中山   | 1600m | オープン | カウアイレーン     | 牝4  | 1:33.7 | 横山典弘     | 和田正道   | （有）社台レースホース               |
| 2011年12月4日  | 中山   | 1600m | オープン | マイネプリンセス   | 牝5  | 1:33.6 | 柴田大知     | 畠山吉宏   | （株）サラブレッドクラブ・ラフィアン |
| 2012年12月2日  | 中山   | 1600m | オープン | サウンドオブハート | 牝3  | 1:33.4 | 松岡正海     | 松山康久   | （有）ターフ・スポート               |
| 2013年12月1日  | 中山   | 1600m | オープン | レイカーラ         | 牝4  | 1:33.6 | 石橋脩       | 堀宣行     | 下河辺隆行                           |
| 2014年12月7日  | 中山   | 1600m | オープン | ミナレット         | 牝4  | 1:33.7 | 石川裕紀人   | 大和田成   | （有）ミルファーム                   |

#### 各回競走結果の出典
- JRA年度別全成績
  - （2021年）“第5回 中山競馬 第5日”.   日本中央競馬会. p. 6. 2021年12月19日閲覧。（索引番号: 33059）
  - （2020年）“第5回 中山競馬 第5日”.   日本中央競馬会. p. 6. 2020年12月20日閲覧。（索引番号: 33059）
  - （2019年）“第5回 中山競馬 第5日”.   日本中央競馬会. p. 6. 2019年12月15日閲覧。（索引番号: 33059）
  - （2018年）“第5回 中山競馬 第5日”.   日本中央競馬会. p. 6. 2019年12月15日閲覧。（索引番号: 33059）
  - （2017年）“第5回 中山競馬 第5日”.   日本中央競馬会. p. 6. 2017年12月17日閲覧。（索引番号: 33059）
  - （2016年）“第5回 中山競馬 第5日”.   日本中央競馬会. p. 6. 2016年12月18日閲覧。（索引番号: 33059）
  - （2015年）“第5回 中山競馬 第5日”.   日本中央競馬会. p. 6. 2015年12月14日閲覧。（索引番号: 33059）
  - （2014年）“第4回 中山競馬 第2日”.   日本中央競馬会. p. 6. 2015年12月8日閲覧。（索引番号: 33023）
  - （2013年）“第5回 中山競馬 第2日”.   日本中央競馬会. p. 6. 2015年12月8日閲覧。（索引番号: 33023）
  - （2012年）“第5回 中山競馬 第2日”.   日本中央競馬会. p. 6. 2015年12月8日閲覧。（索引番号: 33023）
  - （2011年）“第5回 中山競馬 第2日”.   日本中央競馬会. p. 6. 2015年12月8日閲覧。（索引番号: 34023）
  - （2010年）“第5回 中山競馬 第2日”.   日本中央競馬会. p. 11. 2015年12月8日閲覧。（索引番号: 33023）
  - （2009年）“第5回 中山競馬 第2日”.   日本中央競馬会. p. 11. 2015年12月8日閲覧。（索引番号: 33023）
  - （2008年）“第5回 中山競馬 第2日”.   日本中央競馬会. p. 11. 2015年12月8日閲覧。（索引番号: 33023）
  - （2007年）“第5回 中山競馬 第2日”.   日本中央競馬会. p. 11. 2015年12月8日閲覧。（索引番号: 33023）
  - （2006年）“第5回 中山競馬 第2日”.   日本中央競馬会. p. 11. 2015年12月8日閲覧。（索引番号: 33023）
  - （2005年）“第5回中山競馬成績集計表”.   日本中央競馬会. pp. 3636-3637. 2015年12月8日閲覧。（索引番号: 33023）
  - （2004年）“第5回中山競馬成績集計表”.   日本中央競馬会. pp. 3660-3661. 2015年12月8日閲覧。（索引番号: 33023）
  - （2003年）“第6回中山競馬成績集計表”.   日本中央競馬会. p. 3614. 2015年12月8日閲覧。（索引番号: 33023）
  - （2002年）“第5回中山競馬成績集計表”.   日本中央競馬会. pp. 3574-3575. 2015年12月8日閲覧。（索引番号: 33023）
- netkeiba.com
  - 1979年、1980年、1981年、1982年、1983年、1984年、1986年、1987年、1988年、1989年、1990年、1991年、1992年、1993年、1994年、1995年、1996年、1997年、1998年、1999年、2000年、2001年、2002年、2003年、2004年、2005年、2006年、2007年、2008年、2009年、2010年、2011年、2012年、2013年、2014年、2015年
- JBISサーチ
  - 1986年、1987年、1988年、1989年、1990年、1991年、1992年、1993年、1994年、1995年、1996年、1997年、1998年、1999年、2000年、2001年、2002年、2003年、2004年、2005年、2006年、2007年、2008年、2009年、2010年、2011年、2012年、2013年、2014年
- 1985年 - 『優駿』1986年2月号、日本中央競馬会、154頁